# Åke Dagnevik
John Åke Erhard Dagnevik, född 1948, är en svensk direktör. Dagnevik var till 2009 Kustbevakningsdirektör för Kustbevakningen och chef för Kustbevakningens tekniska avdelning. Åke Dagnevik har tidigare tjänstgjort inom marinen och genomgått Försvarsmaktens högrekurs. Inom Kustbevakningen innehar han graden "Commodore" vilket kan jämställas med flottiljamiral inom marinen. Dagnevik innehar ett flertal internationella utmärkelser, däribland förtjänstkors från finska och estniska regeringen och `Naval Force Commander's Award – Medal for Merits, Class 1` som han år 2005 erhöll av den Lettiska marinen. Han invaldes 2009 som ledamot av Kungliga  Örlogsmannasällskapet och belönades 2011 med Kungliga Krigsvetenskapsakademin belöningsmedalj.